# فرودگاه مرینا دیکمپو
فرودگاه مرینا دیکمپو (به انگلیسی: Marina di Campo Airport) (به زبان بومی: Aeroporto di Marina di Campo) یک فرودگاه همگانی و نظامی با کد یاتا EBA است که یک باند فرود آسفالت دارد و طول باند آن ۹۴۹ متر است. این فرودگاه در شهر الب (جزیره) کشور ایتالیا قرار دارد و در ارتفاع ۹ متری از سطح دریا واقع شده‌است.

## شرکت‌های هواپیمایی و مقصدهای پروازی
| شرکت‌های هواپیمایی | مقصدهای پروازی                      |
| ----------------- | ----------------------------------- |
| Air Glaciers      | چارتر فصلی: لس اپلاتورس، سیون       |
| سیلور ایر         | پره‌تولا، گالیله فصلی: لوگانو، لینیت |
| اسکای‌ورک ایرلاینز | فصلی: برن، زوریخ                    |